# 裕禄 (台湾县知县)
裕祿（？—？），清朝官員，滿洲镶蓝旗人，於道光十八年十一月（1838年12月－1839年1月間）接替扥克通阿、代理臺灣縣知縣。

## 相關文物

### 南河橋口示禁碑

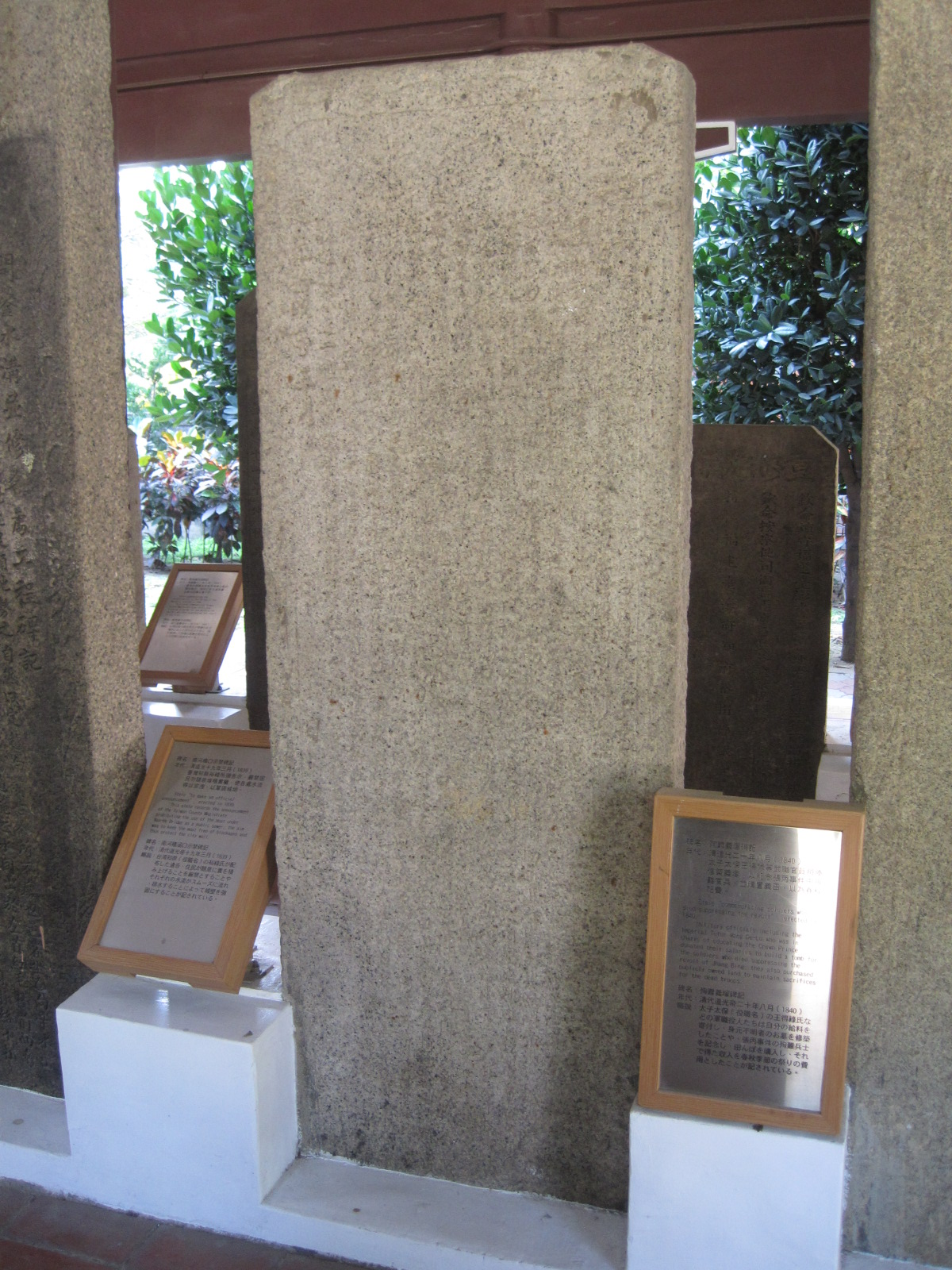
南河橋口示禁碑

道光十九年（1839年－1840年）左右，石時榮（臺南石鼎美古宅開基祖、曾任府城三郊董事）在頂南河街經商，街外有座杉木蓋的南河橋毀損已久，石時榮便以磚石改建。又橋東的涵口常有夜賊侵入，此涵口也匯集臺灣府城內許多河流，曾發生糞穢阻塞、淹水損壞城郭之事，石時榮在涵口鋪上杉木板以防上述情況，建橋及舖木板便獨力花費八百多圓番銀。為了永絕後患，石時榮進一步請求臺灣府知府熊一本禁止居民在涵口附近堆積糞穢，並在涵口蓋板處搭小屋防守、立碑告示居民，最後由裕祿執行此事，留下「南河橋口示禁碑」。
此碑為花崗岩所製，高186公分，寬68公分，碑身邊框有裝飾。日治時期此碑曾在石鼎美古宅中，後來才遷移至南門公園碑林。臺北帝國大學擁有此碑拓本，戰後由國立臺灣大學接收，並曾收錄於《臺灣南部碑文集成》、《臺灣地區現存碑碣圖志》等二書。